# Spiegellabyrinth

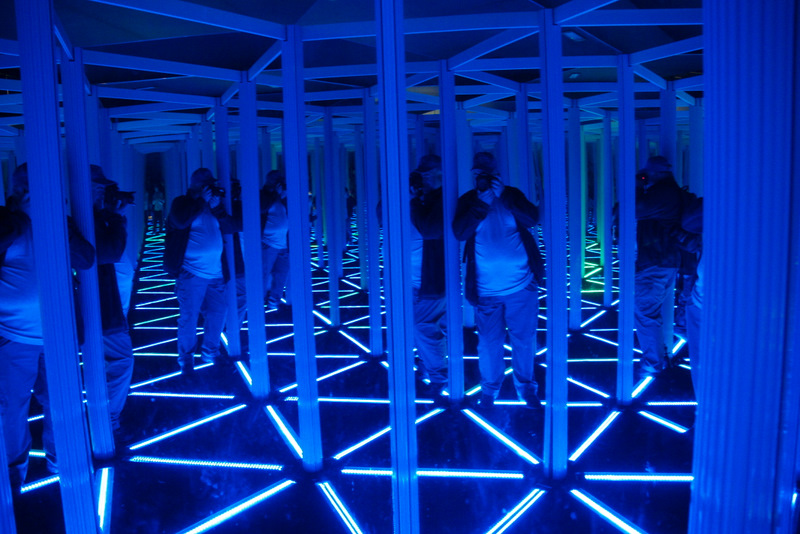
Spiegellabyrinth in Edinburgh

Ein Spiegellabyrinth ist eine besondere Art eines Irrgartens.
Im Gegensatz zu aus einfachen Bretterwänden errichteten Irrgärten, die eine den Hecken-Irrgärten ähnliche Wegestruktur aufweisen, beruht im Spiegellabyrinth die Irreführung des Besuchers fast ausschließlich auf vorgegaukelten „virtuellen“ Wegefluchten. Der Grundriss dieser immer in geschlossenen Räumen befindlichen Anlagen ist vergleichsweise einfach, ihre Grundfläche eher gering. Großflächige Spiegel täuschen durch geschickte Anordnung unendliche Korridore vor und stellen gleichzeitig Sperren dar, die ein einfaches Durchschreiten des Labyrinths verhindern. Die Spiegel stehen meist im Winkel von sechzig Grad (oder einem Vielfachen davon) zueinander und bilden häufig ein Grundraster gleichseitiger Dreiecke. Säulen, angedeutete Gewölbedecken und Lampen, die kaleidoskopartig vervielfacht erscheinen, erhöhen die Illusion eines riesigen labyrinthischen Gebäudes.
Spiegellabyrinthe kamen im 19. Jahrhundert auf. Voraussetzung für ihren Bau war die Entwicklung einer Technik, die es erlaubte, großflächige ebene Spiegel in beliebiger Stückzahl herzustellen. Zwar hatte bereits Leonardo da Vinci einen achteckigen, aus mannshohen Spiegeln bestehenden Raum vorgeschlagen, der dem darin Stehenden eine unendliche Spiegelung der eigenen Person in alle Richtungen geboten hätte, eine Realisierung scheiterte aber in Ermangelung hinreichend präziser Spiegel ausreichender Größe.
Das erste Patent für ein Spiegellabyrinth meldete der aus Berlin stammende Gustav Castan 1888 in Frankreich an. Nach seinem Bauplan wurde 1889 in Konstantinopel das erste Spiegellabyrinth im Sultanspalast errichtet. 1893 folgte eine Anlage in Chicago, die nach demselben Bauprinzip konstruiert war. Das Petřín-Labyrinth in Prag auf dem Laurenziberg (Petřín) weist einen anderen, einfacheren Plan auf. Es entstand zur Prager Jubiläumsausstellung 1891 und existiert noch heute.
Neben stationären Spiegellabyrinthen gibt es auch transportable Spiegellabyrinthe auf Volksfesten.

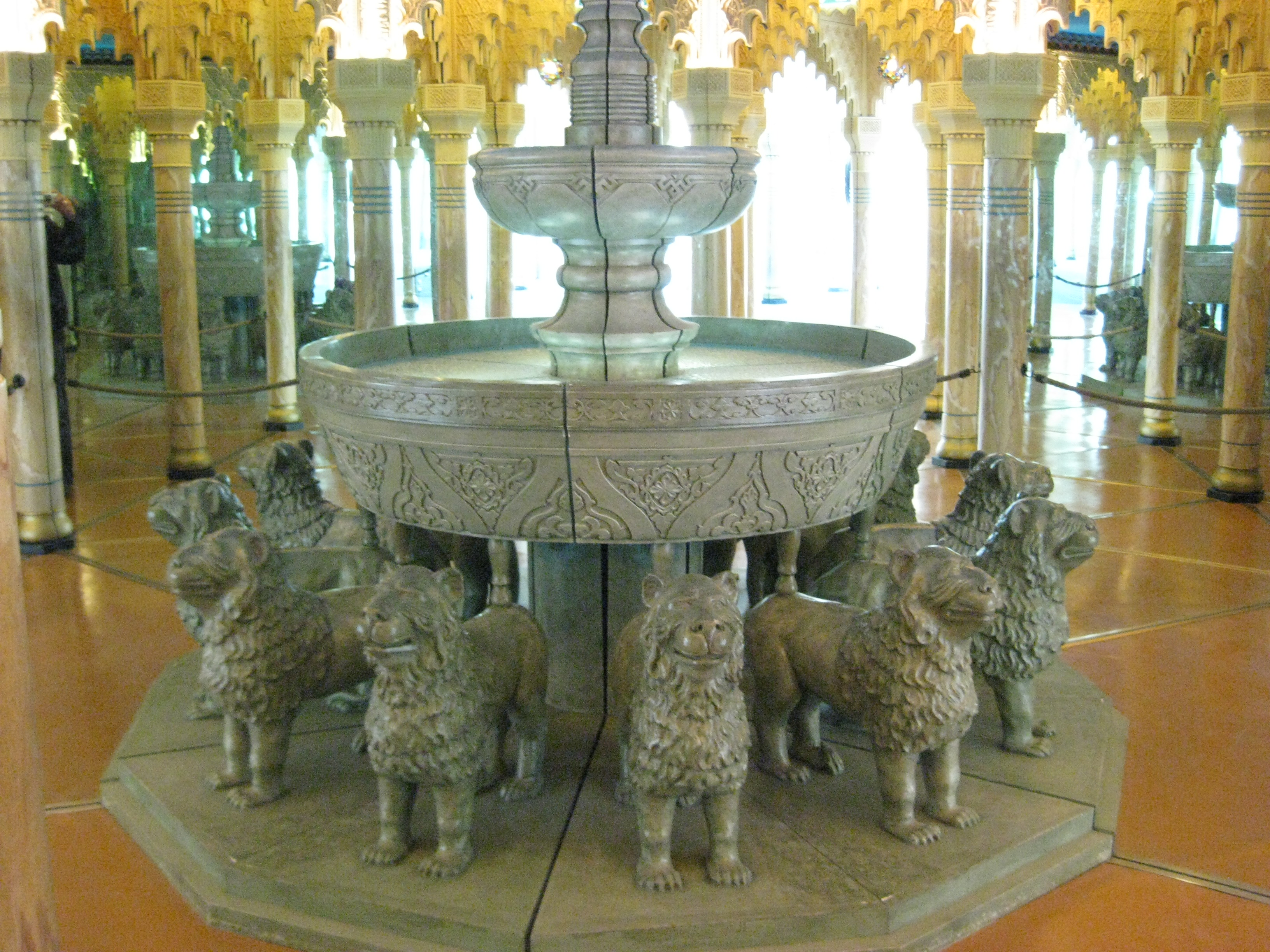
Spiegellabyrinth Alhambra beim Gletschergarten in Luzern

## Spiegellabyrinthe (Auswahl)
- Spiegellabyrinth auf dem Petřín in Prag, Tschechien (1891)
- „Alhambra“ im Gletschergarten Luzern, Schweiz (1896)
- King Arthur’s Mirror Maze, Longleat House, Großbritannien (1998)
- Hamburg Dungeon, Deutschland (2004)
- Aquadom und Sealife Berlin, Deutschland
- Spiegellabyrinth Berlin, Deutschland (2017)